# Północne Yan
Północne Yan (407-436) – jedno z licznych, krótkotrwałych państw w północnych Chinach, powstałych w okresie podziału po upadku dynastii Han i po nieudanej unifikacji kraju przez Dynastię Jin, w tak zwanym okresie Szesnastu Królestw.
Pod koniec IV w. niechiński lud Murong, odłam Xianbei, posiadał w północno-wschodnich Chinach stosunkowo silne i stabilne państwo, zwane Późniejszym Yan. Na przełomie IV i V wieku osłabło ono i uległo atakom: od zachodu ze strony dawnego lennika północnej dynastii Wei, a od południa ze strony Goguryeo.  Część uchodźców z Późniejszego Yan utworzyła w Shandong państwo Południowe Yan.
Resztki Późniejszego Yan przetrwały w południowej Mandżurii do roku 407, a następnie przekształciły się w Yan Północne. Zajmowało ono południowy Liaoning i północne Hebei (mniej więcej tereny historycznej prowincji Rehe). W państwach Murongów stosunkowo sprawnie działała chińska administracja, a ludność chińska i Xianbei mieszały się ze sobą. Pierwszy z władców Północnego Yan, Gao Yun, był z pochodzenia Koreańczykiem, a dwaj następni (bracia Feng Ba i Feng Hong) – Chińczykami Han, z rodów zasłużonych w administracji i armii państwa Murongów.
W 436 armie Północnej dynastii Wei uderzyły na Yan i zajęły jego terytorium.